# 풋콩

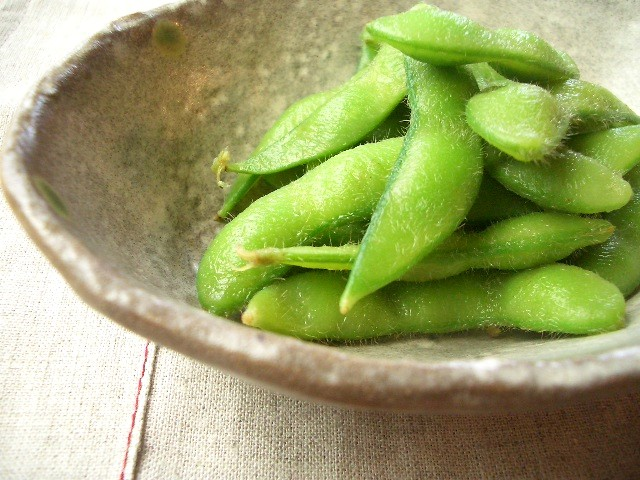
데친 풋콩

풋콩은 아직 덜 익어 깍지 속에 들어 있는 콩이다.

## 같이 보기
- 풋강낭콩